# Municipio de Mitcheltree
El municipio de Mitcheltree (en inglés: Mitcheltree Township) es un municipio ubicado en el condado de Martin en el estado estadounidense de Indiana. En el año 2010 tenía una población de 624 habitantes y una densidad poblacional de 3,37 personas por km².

## Geografía
El municipio de Mitcheltree se encuentra ubicado en las coordenadas 38°49′0″N 86°44′27″O / 38.81667, -86.74083. Según la Oficina del Censo de los Estados Unidos, el municipio tiene una superficie total de 184.9 km², de la cual 183,26 km² corresponden a tierra firme y (0,89 %) 1,64 km² es agua.

## Demografía
Según el censo de 2010, había 624 personas residiendo en el municipio de Mitcheltree. La densidad de población era de 3,37 hab./km². De los 624 habitantes, el municipio de Mitcheltree estaba compuesto por el 95,83 % blancos, el 1,76 % eran amerindios, el 0,32 % eran asiáticos y el 2,08 % eran de una mezcla de razas. Del total de la población el 0 % eran hispanos o latinos de cualquier raza.